# Ciążeńskie Holendry
Ciążeńskie Holendry (prononciation : [ˈt͡ɕɔ̃ʐɛɲskʲɛ xɔˈlɛndrɨ]) est un village polonais de la gmina de Lądek dans le powiat de Słupca de la voïvodie de Grande-Pologne dans le centre-ouest de la Pologne.
Il se situe à environ 5 kilomètres à l'ouest de Lądek (siège de la gmina), à 10 kilomètres au sud de Słupca (siège du powiat) et à 66 kilomètres à l'est de Poznań (capitale régionale).

## Histoire
De 1975 à 1998, le village faisait partie du territoire de la voïvodie de Konin.

Depuis 1999, Ciążeńskie Holendry est situé dans la voïvodie de Grande-Pologne.